# 水道橋駅
水道橋駅（すいどうばしえき）は、東京都千代田区・文京区にある、東日本旅客鉄道（JR東日本）・東京都交通局（都営地下鉄）の駅である。

## 乗り入れ路線
JR東日本と都営地下鉄の計2社局が乗り入れ、接続駅となっている。また、各路線ごとに駅番号が付与されている。
- JR東日本
  -  中央・総武線（各駅停車） - 駅番号「JB 17」
- 都営地下鉄
  -  三田線 - 駅番号「I 11」

JR東日本の駅に乗り入れている路線は、線路名称上は中央本線であるが、当駅には緩行線を走る中央・総武線各駅停車のみが停車する。また、特定都区市内制度における「東京都区内」および「東京山手線内」に属している。

## 歴史

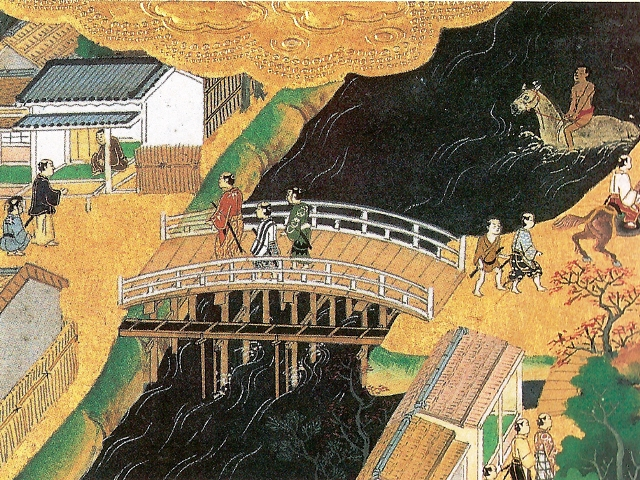
『江戸図屏風』に描かれた江戸時代初期の水道橋。橋の下を通っているのが水道

駅名は神田上水が神田川を渡る地点にあった水路橋である神田上水懸樋が近くにあったことに由来する。

### 年表
- 1906年（明治39年）
  - 9月24日：甲武鉄道の駅として開業[1]。旅客営業のみ[2]。
  - 10月1日：国有化により官設鉄道の駅となる[3]。
- 1909年（明治42年）10月12日：線路名称制定により中央東線（1911年から中央本線）の所属となる[3]。
- 1949年（昭和24年）6月1日：日本国有鉄道発足[4]。
- 1960年（昭和35年）5月1日：荷物扱い廃止[2]。
- 1971年（昭和46年）
  - 2月22日終電後：都営地下鉄6号線の建設と白山通りの拡幅工事に伴い、当駅東側にある快速線の水道橋架道橋（東京寄り道路拡幅部）を架け替え[5][6]。
  - 2月27日終電後：前記工事に伴い、当駅東側にある緩行線の新水道橋架道橋（秋葉原寄り道路拡幅部）を架け替え[5][6]。この架け替え工事（快速線含む）はソ200形とソ300形操重車計4台を同時に使用したもので、前例のない大規模なものとなった[5][6]。
- 1972年（昭和47年）6月30日：都営地下鉄6号線の駅が開業。
- 1978年（昭和53年）7月1日：都営6号線を三田線に改称。
- 1987年（昭和62年）4月1日：国鉄分割民営化に伴い、国鉄の駅は東日本旅客鉄道（JR東日本）の駅となる[2][7]。
- 1991年（平成3年）
  - 1月26日：JR東日本の東口に自動改札機を設置[8]。
  - 3月8日：JR東日本の西口に自動改札機を設置[8]。
- 2001年（平成13年）11月18日：JR東日本でICカード「Suica」の利用が可能となる[広報 1]。
- 2006年（平成18年）7月4日：JR東日本の発車メロディを読売ジャイアンツ応援歌の「闘魂こめて」に変更[9]。
- 2007年（平成19年）3月18日：東京都交通局でICカード「PASMO」の利用が可能となる[10]。
- 2015年（平成27年）4月1日：東京都交通局の駅業務が東京都営交通協力会委託となる。
- 2021年（令和3年）3月12日：みどりの窓口の営業を終了[11][12]。
- 2022年（令和4年）
  - 2月中旬：JR東日本の1番線でホームドアの使用を開始[13]。
  - 3月中旬：JR東日本の2番線でホームドアの使用を開始[13]。
- 2024年（令和6年）12月7日：JR東日本の西口にお客さまサポートコールシステムを導入[14]。

## 駅構造
JR東日本の駅（東口）と東京都交通局の駅（A2出入口）は、神田川および外堀通りの横断歩道を挟んで100 mほど離れている。

### JR東日本
相対式ホーム2面2線を有する高架駅。改札口は東口と西口の2か所ある。快速線はホームの南側を通るが、壁で仕切られている。JR東日本の複々線区間で相対式ホームを採用しているのは当駅のみ。
また、東口改札内、西口券売機前、改札内、2番線ホーム上の御茶ノ水寄りにはコインロッカーも設置されている。なお、コインロッカーを使う際に改札を通るための入場料はかからない。窓口にて申告すれば利用が可能。
東口には1・2番線ともにエレベーターがある。西口には構造上、エレベーターやエスカレーターがない。指定席券売機は東口に設置されている。
駅長配置の直営駅で、当駅の他に飯田橋駅を管理している。

#### のりば
| 番線 | 路線                     | 方向 | 行先                       |
| ---- | ------------------------ | ---- | -------------------------- |
| 1    | 中央・総武線（各駅停車） | 西行 | 新宿・三鷹方面             |
| 2    | 中央・総武線（各駅停車） | 東行 | 御茶ノ水・秋葉原・千葉方面 |

（出典：JR東日本:駅構内図）

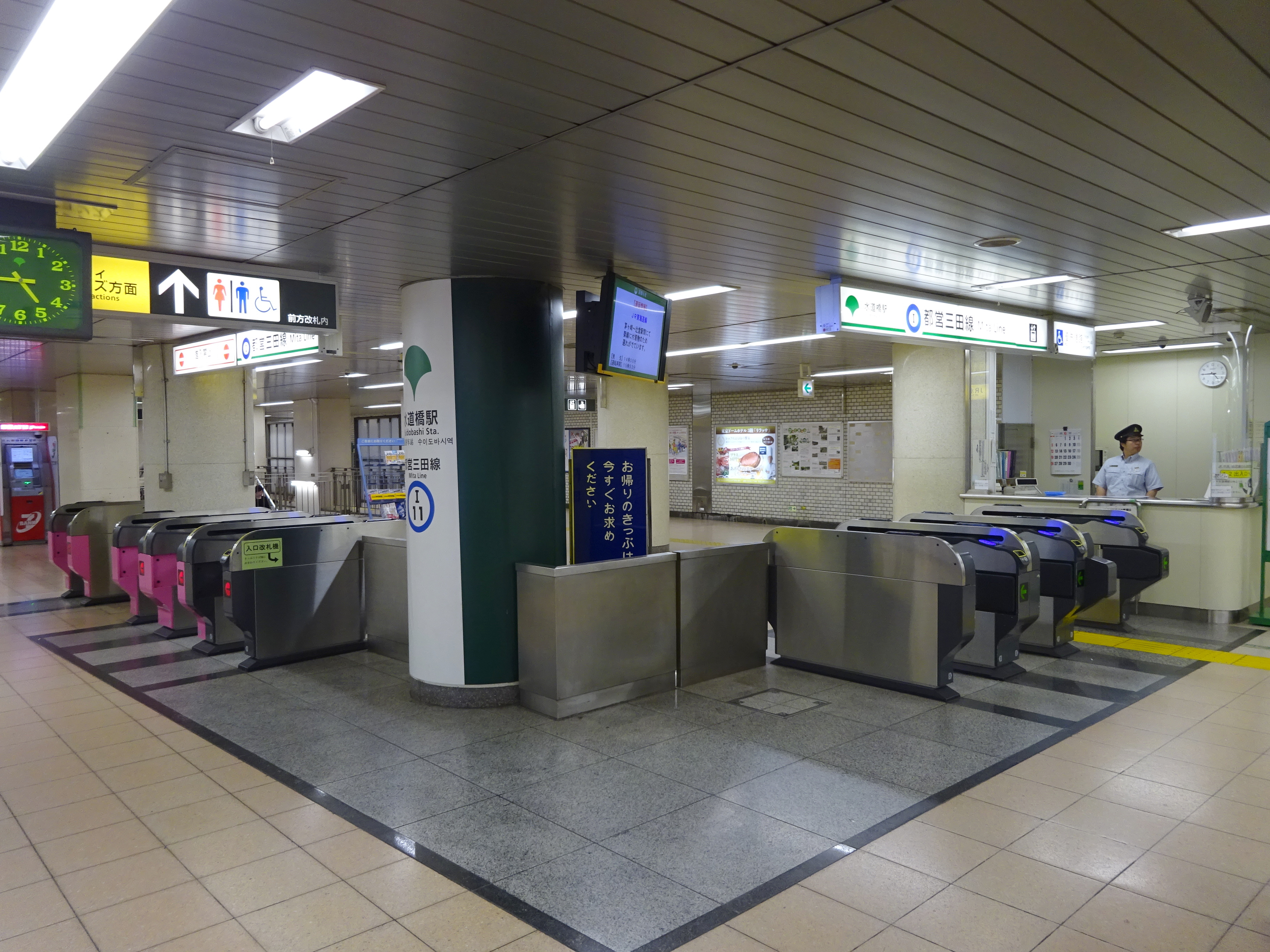
2番線では接近放送の後に「東京方面へは、御茶ノ水駅でお乗り換えです」との放送が流れる。2020年3月14日のダイヤ改正で、それまで早朝・深夜に設定されていた東京駅発着の各駅停車が消滅した[16]。
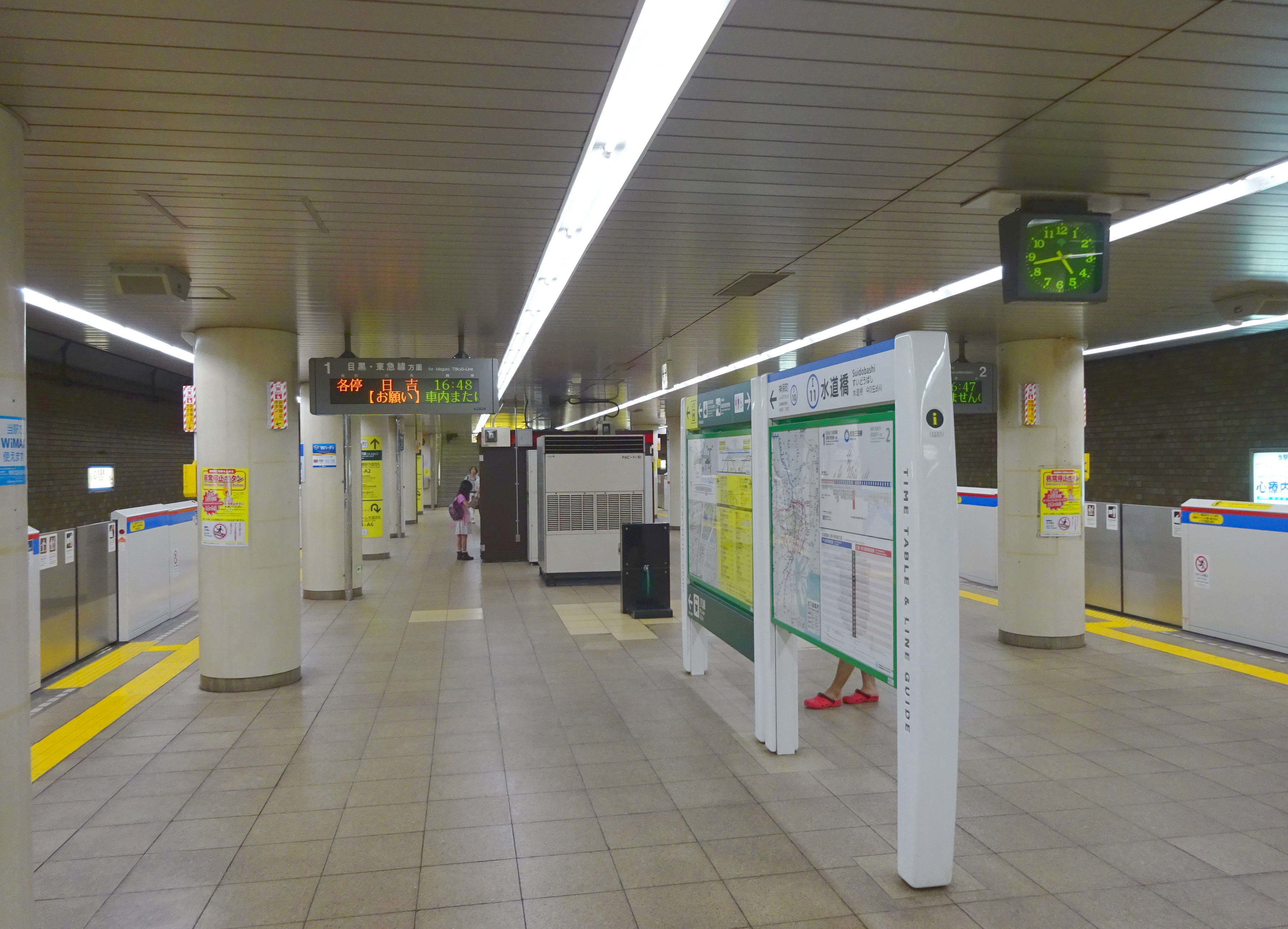
当駅は東京ドームシティの最寄り駅で、プロ野球をはじめとする各種イベントが東京ドームや関連施設で行われる際は非常に混雑し、入場規制が実施される場合もある。なお、東京ドームへは西口・東口のどちらからもアクセスできるため、ホーム上の案内はホーム中央を境に三鷹側は西口、千葉側は東口へ誘導している。
  - 当駅のホームの案内板には、2024年現在では使用されていない「ビッグエッグ」の名称が残っている。
- 駅開業100周年を記念して、2006年7月4日から発車メロディが、最寄りの東京ドームを本拠地とする読売ジャイアンツの球団応援歌『闘魂こめて』に変更された。1番線がサビの部分、2番線が歌い出しの部分である。これは同年シーズン終了までの使用予定であったが、シーズン終了後も継続されている。
- 1977年9月3日、王貞治が通算756本のホームラン世界新記録を達成したのを記念して、当駅で記念入場券が発売された。王の一本足打法のイラストに王のサインが描かれた図柄で、当駅の入場券（当時60円）と当駅から青梅までの乗車券（当時440円）がセットされて500円だった。売り出し初日に5時間半で売り切れ、後の増刷分も含めて20万組も売れ、1億円もの売り上げとなり、発行組数の記念入場券新記録を達成した。またこの入場券は翌1978年に日本交通趣味協会の「第1回記念きっぷ大賞」で国鉄部門第4位となった。
- 売店は西口と東口それぞれの改札外にNewDaysがある。かつては東口にも改札内にKIOSKとNEWDAYS MINIがあったが、前者は2000年代中頃に、後者は2010年にエレベーター設置工事の影響で閉鎖した。KIOSK跡にはヒロタや東京カレンといった洋菓子店が後に出店したが、いずれも長続きしなかった。西口の改札外にあったKIOSKは改修工事の影響で2016年に閉鎖した。2番線にも1店舗KIOSKが設置されていたが、2007年にJR東日本の首都圏域内で発生した店員不足の影響で休業となり、そのまま再開せずに閉店、撤去された。
- 総武線各駅停車の御茶ノ水止まりの終電の夜間留置および非常時の折り返しのため、御茶ノ水寄りに両渡り線が設置されている。なお、年末年始の終夜運転では、当駅始発千葉行きが設定される。

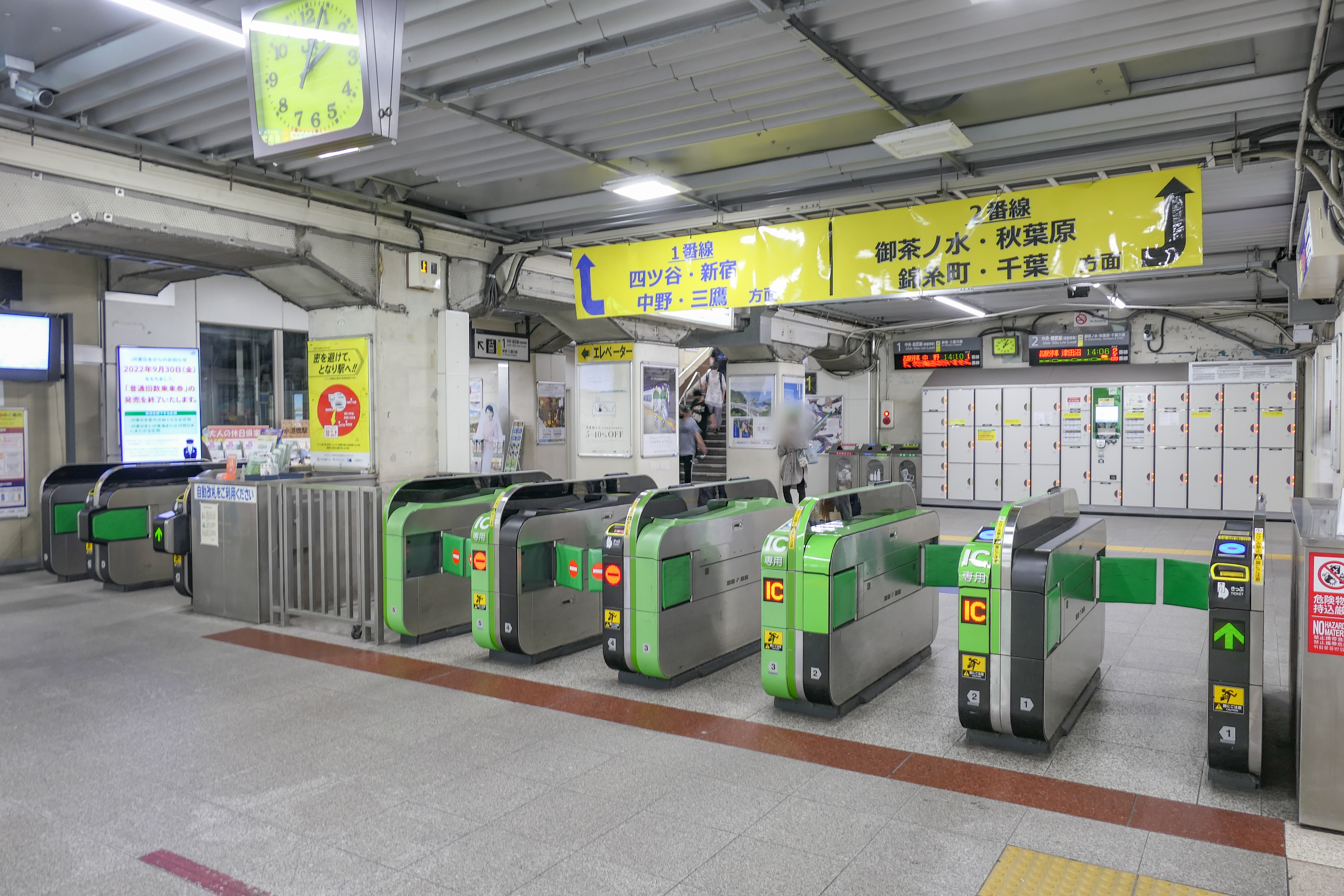
東口改札（2022年8月）
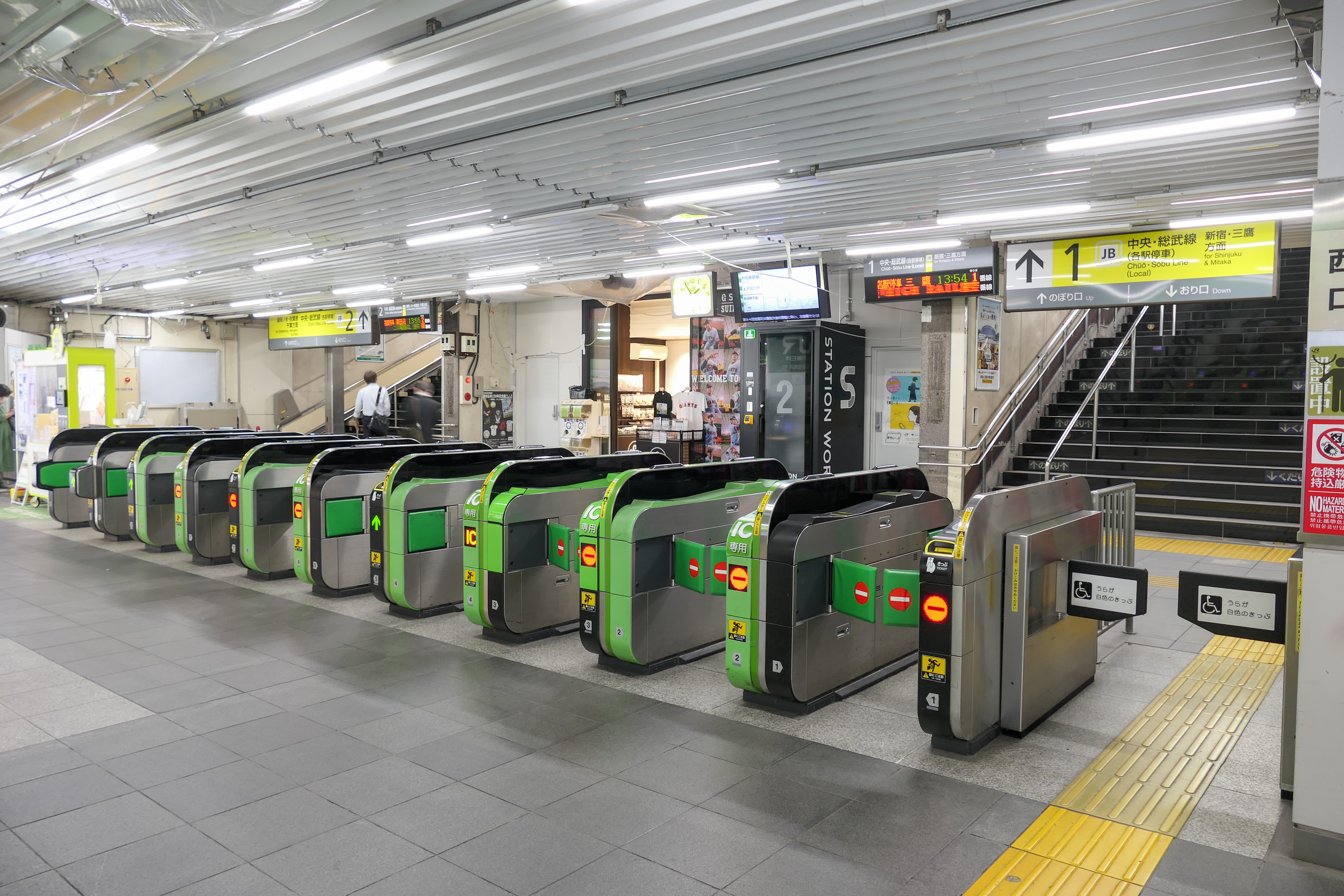
西口改札（2022年8月）
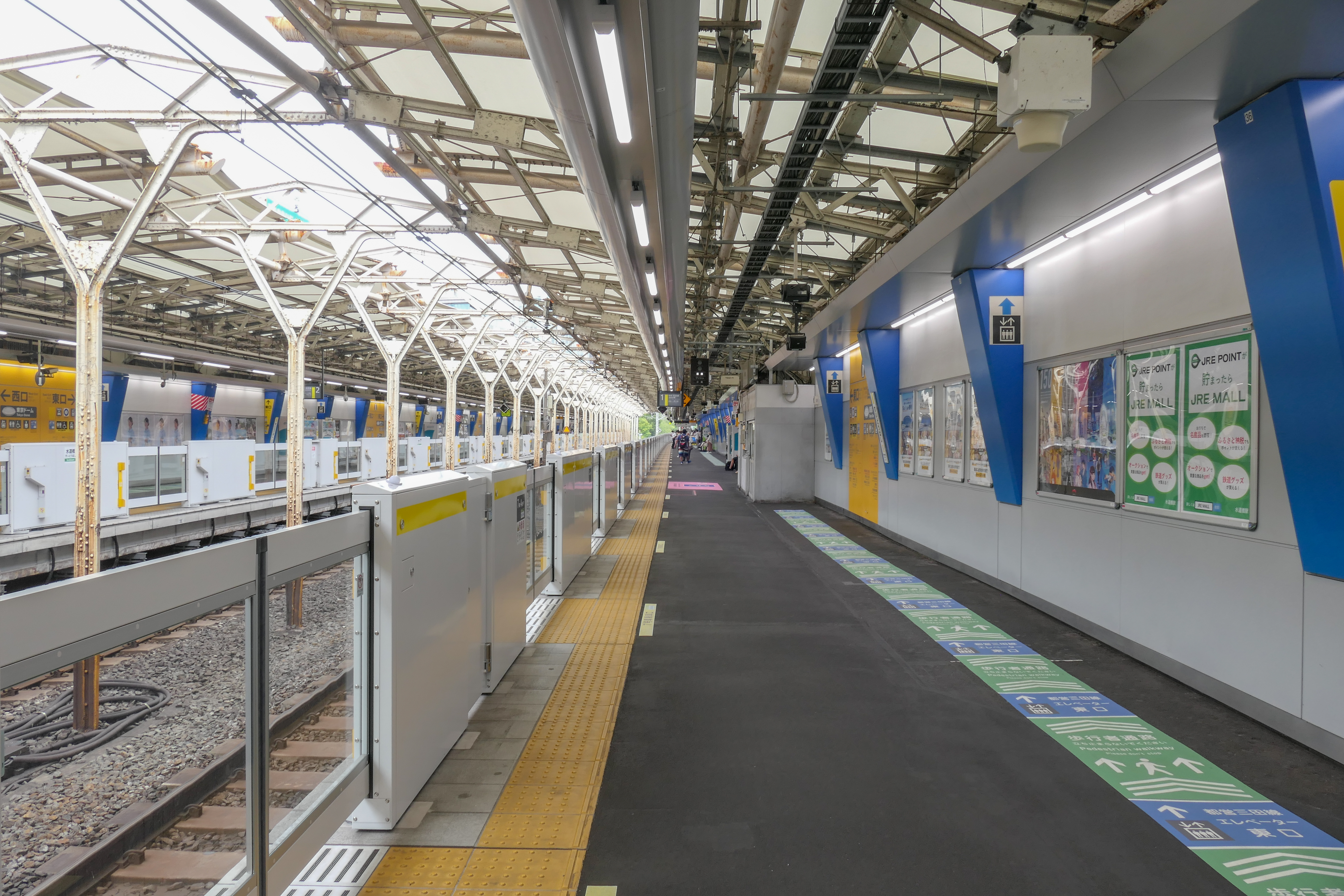
1番線ホーム（2022年8月）
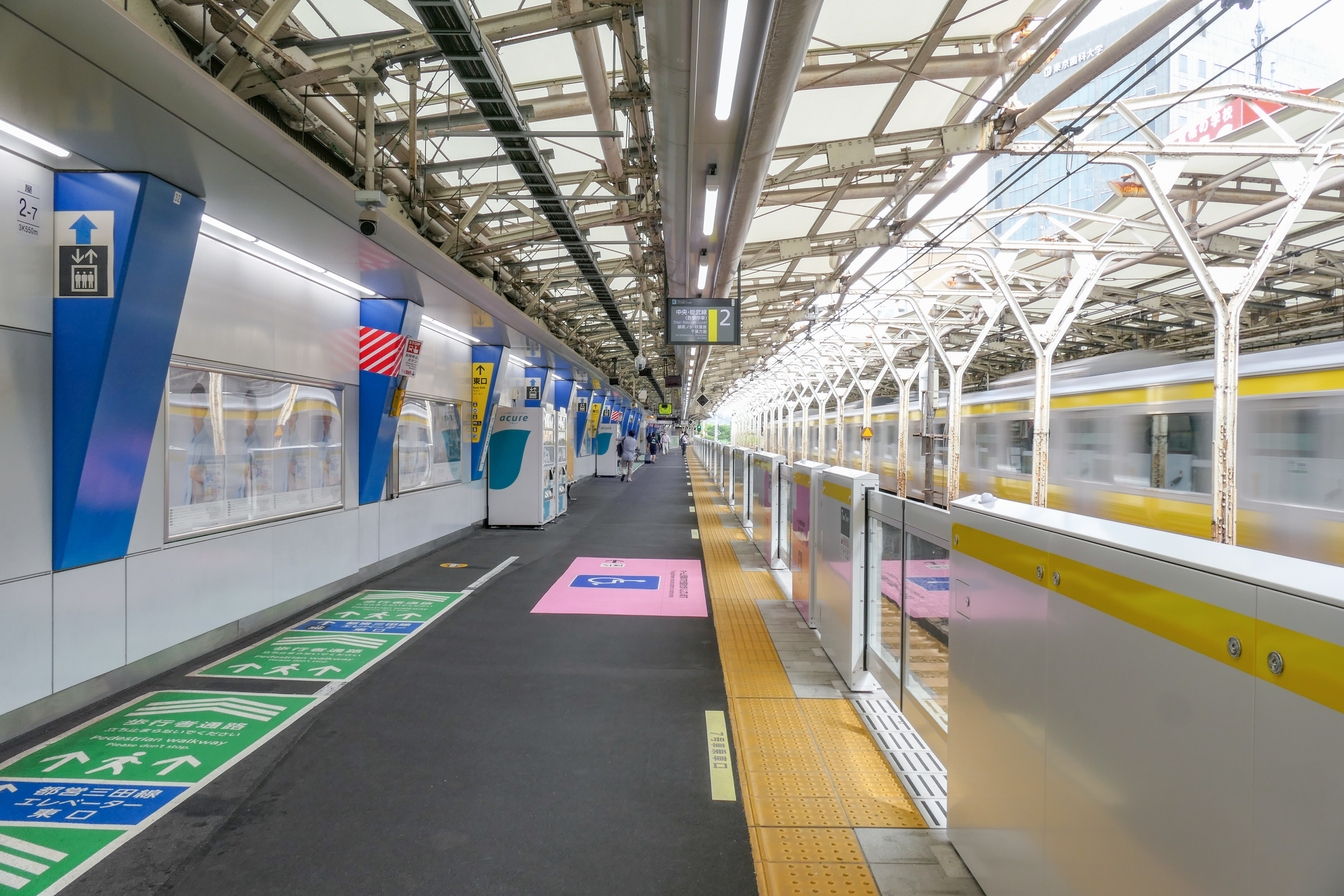
2番線ホーム（2022年8月）

### 東京都交通局
島式ホーム1面2線を有する地下駅。JR東日本の駅と離れているのは、中央線の跨道橋の構造がかなり複雑であること、また水道橋道路橋が狭く老朽化していることから、地下鉄建設工事で損傷を与えないよう現在の位置に建設されたという経緯がある。
駅業務は2015年4月1日より、東京都営交通協力会が受託している（ただし駅務区に関する業務を除く）。
日比谷駅務管理所水道橋駅務区として、大手町駅 - 千石駅間を管理していたが、2016年4月1日付で東京都交通局が行った駅管区制移行のため日比谷駅に設置された日比谷駅管区に管理される被管理駅となった。
開業より1999年のATC化までは春日寄りに非常渡り線があったが、現在は撤去された。

#### のりば
| 番線 | 路線       | 行先              |
| ---- | ---------- | ----------------- |
| 1    | 都営三田線 | 目黒・ 東急線方面 |
| 2    | 都営三田線 | 西高島平方面      |

（出典：東京都交通局:構内図）
- 改札口（2016年6月）
- ホーム（2016年6月）

## 利用状況
- JR東日本 - 2023年度（令和5年度）の1日平均乗車人員は68,577人である[JR 1]。
JR東日本では鶴見駅に次いで第59位。
- 都営地下鉄 - 2023年度（令和5年度）の1日平均乗降人員は44,674人（乗車人員：21,920人、降車人員：22,754人）である[都交 1]。

### 年度別1日平均乗降人員
各年度の1日平均乗降人員は下表の通りである（JRは除く）。
| 年度               | 都営地下鉄       | 都営地下鉄 |
| 年度               | 1日平均 乗降人員 | 増加率     |
| ------------------ | ---------------- | ---------- |
| 1974年（昭和49年） | 42,338           |            |
| 1975年（昭和50年） | 42,644           | 0.7%       |
| 1976年（昭和51年） | 48,870           | 14.6%      |
| 1977年（昭和52年） | 49,390           | 1.1%       |
| 1978年（昭和53年） | 46,731           | −5.4%      |
| 1979年（昭和54年） | 45,888           | −1.8%      |
| 1980年（昭和55年） | 42,173           | −8.1%      |
| 1981年（昭和56年） | 40,437           | −4.1%      |
| 1982年（昭和57年） | 39,780           | −1.6%      |
| 1983年（昭和58年） | 39,733           | −0.1%      |
| 1984年（昭和59年） | 32,030           | [ 要出典 ] |
| 1985年（昭和60年） | 39,379           |            |
| 1986年（昭和61年） | 39,053           | −0.8%      |
| 1987年（昭和62年） | 40,346           | 3.3%       |
| 1988年（昭和63年） | 46,525           | 15.3%      |
| 1989年（平成元年） | 45,600           | −2.0%      |
| 1990年（平成02年） | 46,395           | 1.7%       |
| 1991年（平成03年） | 47,141           | 1.6%       |
| 1992年（平成04年） | 47,522           | 0.8%       |
| 1993年（平成05年） | 47,990           | 1.0%       |
| 1994年（平成06年） | 47,987           | 0.0%       |
| 1995年（平成07年） |                  |            |
| 1996年（平成08年） | 36,267           | [ 要出典 ] |
| 1997年（平成09年） | 43,314           |            |
| 1998年（平成10年） | 42,199           | −2.6%      |
| 1999年（平成11年） | 32,257           | [ 要出典 ] |
| 2000年（平成12年） | 40,235           |            |
| 2001年（平成13年） | 35,500           | [ 要出典 ] |
| 2002年（平成14年） | 38,739           |            |
| 2003年（平成15年） | 38,421           | −0.8%      |
| 2004年（平成16年） | 38,025           | −1.0%      |
| 2005年（平成17年） | 38,564           | 1.4%       |
| 2006年（平成18年） | 39,178           | 1.6%       |
| 2007年（平成19年） | 41,362           | 5.6%       |
| 2008年（平成20年） | 43,164           | 4.4%       |
| 2009年（平成21年） | 43,281           | 0.3%       |
| 2010年（平成22年） | 41,836           | −3.3%      |
| 2011年（平成23年） | 40,591           | −3.0%      |
| 2012年（平成24年） | 42,743           | 5.3%       |
| 2013年（平成25年） | 44,074           | 3.1%       |
| 2014年（平成26年） | 44,540           | 1.1%       |
| 2015年（平成27年） | 45,690           | 2.6%       |
| 2016年（平成28年） | 46,667           | 2.1%       |
| 2017年（平成29年） | 48,084           | 3.0%       |
| 2018年（平成30年） | 48,493           | 0.9%       |
| 2019年（令和元年） | 47,746           | −1.5%      |
| 2020年（令和02年） | 26,278           | −45.0%     |
| 2021年（令和03年） | 31,011           | 18.0%      |
| 2022年（令和04年） | 39,938           | 28.8%      |
| 2023年（令和05年） | 44,674           | 11.9%      |

### 年度別1日平均乗車人員（1900年代 - 1930年代）
各年度の1日平均乗車人員数は下表の通りである。
| 年度               | 甲武鉄道 / 国鉄 | 出典              |
| ------------------ | --------------- | ----------------- |
| 1906年（明治39年） | [ 備考 1 ]      |                   |
| 1907年（明治40年） | 588             | [ 東京府統計 1 ]  |
| 1908年（明治41年） | 857             | [ 東京府統計 2 ]  |
| 1909年（明治42年） | 1,010           | [ 東京府統計 3 ]  |
| 1911年（明治44年） | 1,403           | [ 東京府統計 4 ]  |
| 1912年（大正元年） | 1,593           | [ 東京府統計 5 ]  |
| 1913年（大正02年） | 1,551           | [ 東京府統計 6 ]  |
| 1914年（大正03年） | 1,416           | [ 東京府統計 7 ]  |
| 1915年（大正04年） | 1,133           | [ 東京府統計 8 ]  |
| 1916年（大正05年） | 1,533           | [ 東京府統計 9 ]  |
| 1919年（大正08年） | 3,938           | [ 東京府統計 10 ] |
| 1920年（大正09年） | 6,652           | [ 東京府統計 11 ] |
| 1922年（大正11年） | 2,790           | [ 東京府統計 12 ] |
| 1923年（大正12年） | 10,416          | [ 東京府統計 13 ] |
| 1924年（大正13年） | 11,538          | [ 東京府統計 14 ] |
| 1925年（大正14年） | 12,880          | [ 東京府統計 15 ] |
| 1926年（昭和元年） | 14,734          | [ 東京府統計 16 ] |
| 1927年（昭和02年） | 15,475          | [ 東京府統計 17 ] |
| 1928年（昭和03年） | 16,746          | [ 東京府統計 18 ] |
| 1929年（昭和04年） | 19,418          | [ 東京府統計 19 ] |
| 1930年（昭和05年） | 19,133          | [ 東京府統計 20 ] |
| 1931年（昭和06年） | 18,009          | [ 東京府統計 21 ] |
| 1932年（昭和07年） | 18,823          | [ 東京府統計 22 ] |
| 1933年（昭和08年） | 20,537          | [ 東京府統計 23 ] |
| 1934年（昭和09年） | 22,050          | [ 東京府統計 24 ] |
| 1935年（昭和10年） | 22,684          | [ 東京府統計 25 ] |

### 年度別1日平均乗車人員（1953年 - 2000年）
| 年度               | 国鉄 / JR東日本 | 都営地下鉄 | 出典              |
| ------------------ | --------------- | ---------- | ----------------- |
| 1953年（昭和28年） | 54,733          | 未開業     | [ 東京都統計 1 ]  |
| 1954年（昭和29年） | 57,870          | 未開業     | [ 東京都統計 2 ]  |
| 1955年（昭和30年） | 63,084          | 未開業     | [ 東京都統計 3 ]  |
| 1956年（昭和31年） | 70,262          | 未開業     | [ 東京都統計 4 ]  |
| 1957年（昭和32年） | 71,609          | 未開業     | [ 東京都統計 5 ]  |
| 1958年（昭和33年） | 75,414          | 未開業     | [ 東京都統計 6 ]  |
| 1959年（昭和34年） | 76,264          | 未開業     | [ 東京都統計 7 ]  |
| 1960年（昭和35年） | 80,590          | 未開業     | [ 東京都統計 8 ]  |
| 1961年（昭和36年） | 82,867          | 未開業     | [ 東京都統計 9 ]  |
| 1962年（昭和37年） | 92,484          | 未開業     | [ 東京都統計 10 ] |
| 1963年（昭和38年） | 99,512          | 未開業     | [ 東京都統計 11 ] |
| 1964年（昭和39年） | 102,625         | 未開業     | [ 東京都統計 12 ] |
| 1965年（昭和40年） | 103,820         | 未開業     | [ 東京都統計 13 ] |
| 1966年（昭和41年） | 106,701         | 未開業     | [ 東京都統計 14 ] |
| 1967年（昭和42年） | 107,299         | 未開業     | [ 東京都統計 15 ] |
| 1968年（昭和43年） | 107,748         | 未開業     | [ 東京都統計 16 ] |
| 1969年（昭和44年） | 91,910          | 未開業     | [ 東京都統計 17 ] |
| 1970年（昭和45年） | 88,838          | 未開業     | [ 東京都統計 18 ] |
| 1971年（昭和46年） | 85,596          | 未開業     | [ 東京都統計 19 ] |
| 1972年（昭和47年） | 83,866          | 9,808      | [ 東京都統計 20 ] |
| 1973年（昭和48年） | 90,140          | 17,756     | [ 東京都統計 21 ] |
| 1974年（昭和49年） | 96,890          | 20,427     | [ 東京都統計 22 ] |
| 1975年（昭和50年） | 95,943          | 21,863     | [ 東京都統計 23 ] |
| 1976年（昭和51年） | 99,482          | 23,819     | [ 東京都統計 24 ] |
| 1977年（昭和52年） | 100,003         | 24,644     | [ 東京都統計 25 ] |
| 1978年（昭和53年） | 99,652          | 24,132     | [ 東京都統計 26 ] |
| 1979年（昭和54年） | 99,522          | 23,783     | [ 東京都統計 27 ] |
| 1980年（昭和55年） | 90,967          | 22,040     | [ 東京都統計 28 ] |
| 1981年（昭和56年） | 87,466          | 21,006     | [ 東京都統計 29 ] |
| 1982年（昭和57年） | 83,830          | 20,562     | [ 東京都統計 30 ] |
| 1983年（昭和58年） | 81,713          | 20,526     | [ 東京都統計 31 ] |
| 1984年（昭和59年） | 82,732          | 20,811     | [ 東京都統計 32 ] |
| 1985年（昭和60年） | 82,044          | 20,430     | [ 東京都統計 33 ] |
| 1986年（昭和61年） | 83,430          | 20,333     | [ 東京都統計 34 ] |
| 1987年（昭和62年） | 86,090          | 21,157     | [ 東京都統計 35 ] |
| 1988年（昭和63年） | 95,244          | 22,641     | [ 東京都統計 36 ] |
| 1989年（平成元年） | 93,759          | 23,031     | [ 東京都統計 37 ] |
| 1990年（平成02年） | 97,997          | 23,669     | [ 東京都統計 38 ] |
| 1991年（平成03年） | 101,399         | 24,494     | [ 東京都統計 39 ] |
| 1992年（平成04年） | 103,397         | 24,692     | [ 東京都統計 40 ] |
| 1993年（平成05年） | 103,592         | 24,964     | [ 東京都統計 41 ] |
| 1994年（平成06年） | 101,570         | 24,875     | [ 東京都統計 42 ] |
| 1995年（平成07年） | 99,238          | 23,984     | [ 東京都統計 43 ] |
| 1996年（平成08年） | 97,321          | 22,732     | [ 東京都統計 44 ] |
| 1997年（平成09年） | 94,031          | 22,025     | [ 東京都統計 45 ] |
| 1998年（平成10年） | 92,923          | 21,831     | [ 東京都統計 46 ] |
| 1999年（平成11年） | 90,774          | 20,814     | [ 東京都統計 47 ] |
| 2000年（平成12年） | 89,320          | 20,662     | [ 東京都統計 48 ] |

### 年度別1日平均乗車人員（2001年以降）
| 年度               | JR東日本 | 都営地下鉄 | 出典              |
| ------------------ | -------- | ---------- | ----------------- |
| 2001年（平成13年） | 86,599   | 20,178     | [ 東京都統計 49 ] |
| 2002年（平成14年） | 85,564   | 20,001     | [ 東京都統計 50 ] |
| 2003年（平成15年） | 87,238   | 19,639     | [ 東京都統計 51 ] |
| 2004年（平成16年） | 86,519   | 19,472     | [ 東京都統計 52 ] |
| 2005年（平成17年） | 87,040   | 19,661     | [ 東京都統計 53 ] |
| 2006年（平成18年） | 86,980   | 19,965     | [ 東京都統計 54 ] |
| 2007年（平成19年） | 88,449   | 20,888     | [ 東京都統計 55 ] |
| 2008年（平成20年） | 88,258   | 21,658     | [ 東京都統計 56 ] |
| 2009年（平成21年） | 87,458   | 21,607     | [ 東京都統計 57 ] |
| 2010年（平成22年） | 83,952   | 20,800     | [ 東京都統計 58 ] |
| 2011年（平成23年） | 82,133   | 20,176     | [ 東京都統計 59 ] |
| 2012年（平成24年） | 83,706   | 21,264     | [ 東京都統計 60 ] |
| 2013年（平成25年） | 85,320   | 21,903     | [ 東京都統計 61 ] |
| 2014年（平成26年） | 83,263   | 22,084     | [ 東京都統計 62 ] |
| 2015年（平成27年） | 82,879   | 22,605     | [ 東京都統計 63 ] |
| 2016年（平成28年） | 83,351   | 23,064     | [ 東京都統計 64 ] |
| 2017年（平成29年） | 83,531   | 23,723     | [ 東京都統計 65 ] |
| 2018年（平成30年） | 83,358   | 23,884     | [ 東京都統計 66 ] |
| 2019年（令和元年） | 81,623   | 23,516     | [ 東京都統計 67 ] |
| 2020年（令和02年） | 40,879   | 12,926     |                   |
| 2021年（令和03年） | 47,336   | 15,234     |                   |
| 2022年（令和04年） | 62,888   | 19,643     |                   |
| 2023年（令和05年） | 68,577   | 21,920     |                   |

備考
1. ↑  1906年9月24日開業。
2. ↑  1972年6月30日開業。

## 駅周辺
- 東京ドームシティ

- 後楽園駅（東京メトロ）
- 春日駅（都営地下鉄）
- 日本大学法学部・経済学部
- 東京歯科大学水道橋病院
- 東京歯科大学短期大学

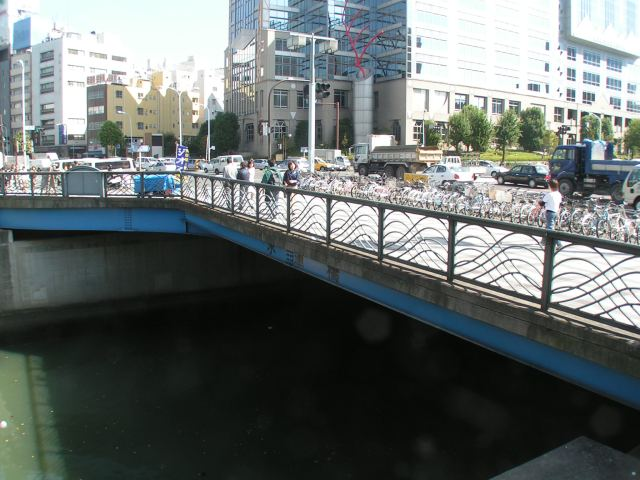
水道橋（2005年9月29日）

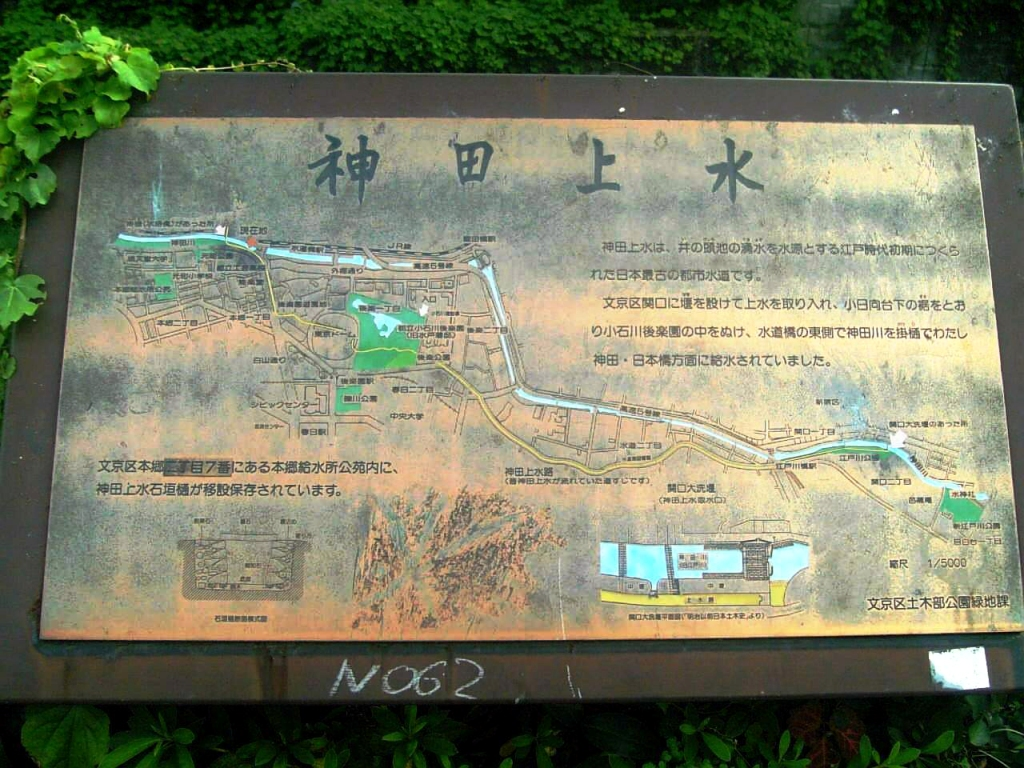
水道橋駅附近にある神田上水の碑文

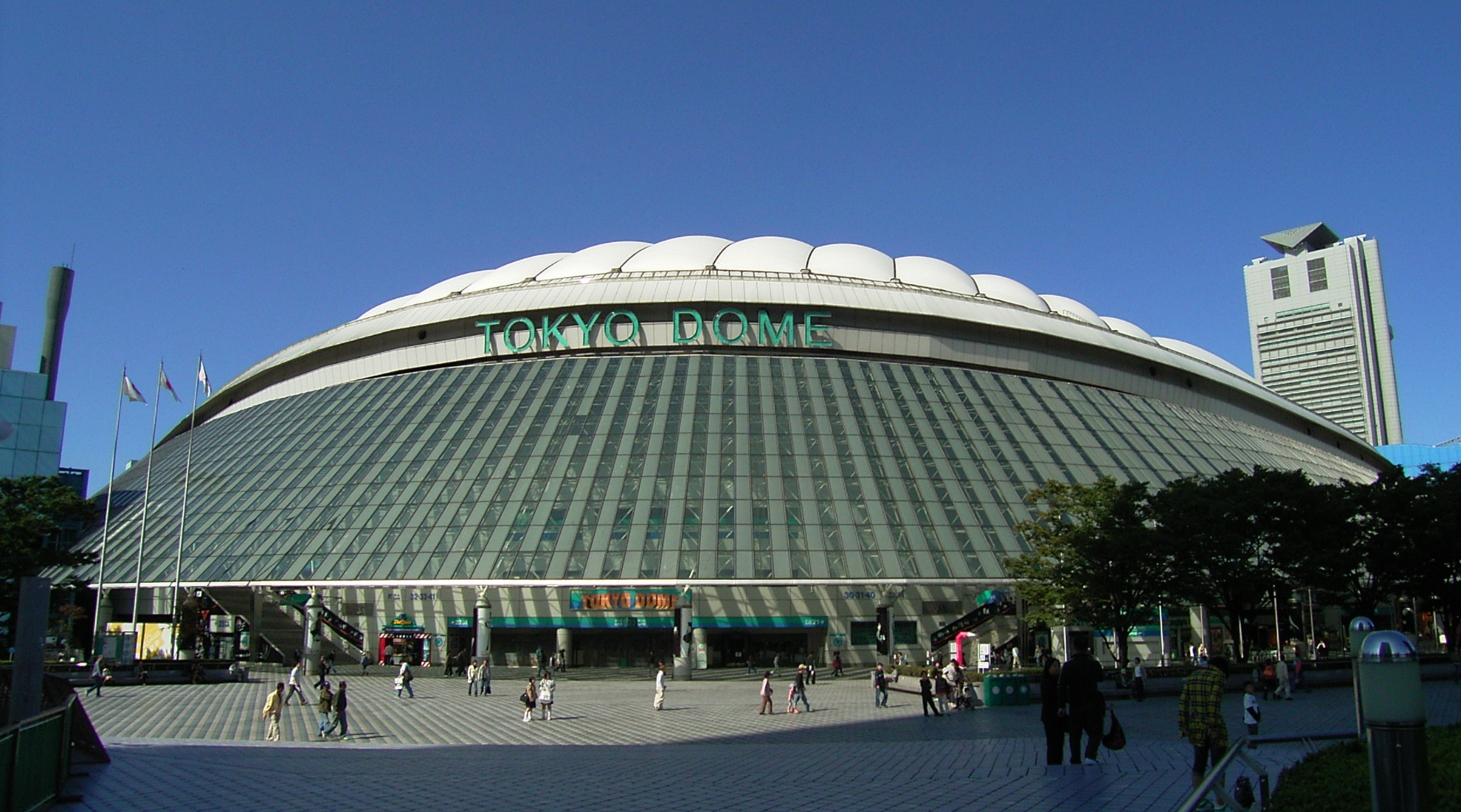
東京ドーム

- 中央大学大学院理工学研究科・理工学部後楽園キャンパス
- 専修大学神田キャンパス（西口専大通り側）
- 東洋学園大学本郷キャンパス
- 代々木アニメーション学院東京校
- 東京アニメーター学院（西口方面）
- LEC東京リーガルマインド大学院大学千代田キャンパス
- 研数学館（本館・B館）
- 大原学園（大原大学院大学・大原簿記学校他）
- 桜蔭中学校・高等学校
- 東京都立工芸高等学校
- 東京都教職員研修センター
- 東京都東部学校経営支援センター
- 東京都教育相談センター
- 昭和第一高等学校
- 東洋高等学校
- 神田女学園中学校・高等学校
- 神田川
- 神田上水
  - 水道橋（駅名の由来となった橋梁）
- 小石川後楽園
- 東京都道405号外濠環状線
- 東京都道301号白山祝田田町線（白山通り）
- 神田古書店街
- ホテルメトロポリタンエドモント
- 東京しごとセンター
- カトリック神田教会
- 東京都戦没者霊苑
- 小石川大神宮
- 東京都水道歴史館
- 西神田郵便局
- 鶴屋産業・紀州鉄道本社
- 芳文社
- トヨタ自動車東京本社
- 講道館
- ドン・キホーテ 後楽園店
- ドイト

## バス路線

### 路線バス
水道橋駅前
- 都02乙：池袋駅東口行 / 一ツ橋行（都営バス、平日朝のみ運行）
  - 都営三田線の駅へは、北隣の後楽園の方が近い。
  - 都02乙系統の一ツ橋発着は本数僅少であり、それ以外はラクーア近隣の東京ドームシティ発着となる。
  - 2000年12月11日までは、上記の他に水59系統（巣鴨駅 - 一ツ橋）が、そして秋76系統（秋葉原駅東口 - 新宿車庫）が発着する水道橋バス停が存在していた。
- 風ぐるま 富士見・神保町ルート：千代田区役所行（日立自動車交通）

東京ドームホテル・ミーツポート（水道橋北詰）
- Bーぐる 千駄木・駒込ルート：春日駅・白山駅・千石駅・千駄木駅方面（循環）（日立自動車交通）

### 高速バス
東京ドームホテル
- 池袋・新宿・秋葉原線：前橋バスセンター行/秋葉原駅東口行（日本中央バス）
- 岩手きずな号：盛岡駅・厨川駅・八幡平駅・久慈駅方面行/田町駅東口・芝浦車庫行（フジエクスプレス・岩手県北自動車）
- 空港連絡バス：羽田空港/成田空港（東京空港交通）

## 隣の駅
東日本旅客鉄道（JR東日本）
 中央・総武線（各駅停車）
御茶ノ水駅 (JB 18) - 水道橋駅 (JB 17) - 飯田橋駅 (JB 16)
東京都交通局（都営地下鉄）
 三田線
神保町駅 (I 10) - 水道橋駅 (I 11) - 春日駅 (I 12)

#### 広報資料・プレスリリースなど一次資料
1. ↑  “Suicaご利用可能エリアマップ（2001年11月18日当初）” (PDF).   東日本旅客鉄道. 2019年7月27日時点のオリジナルよりアーカイブ。2020年4月23日閲覧。

#### 利用状況に関する出典
JR東日本の1999年度以降の乗車人員
1. 1 2 3  各駅の乗車人員（2023年度） - JR東日本
2. ↑  各駅の乗車人員（1999年度） - JR東日本
3. ↑  各駅の乗車人員（2000年度） - JR東日本
4. ↑  各駅の乗車人員（2001年度） - JR東日本
5. ↑  各駅の乗車人員（2002年度） - JR東日本
6. ↑  各駅の乗車人員（2003年度） - JR東日本
7. ↑  各駅の乗車人員（2004年度） - JR東日本
8. ↑  各駅の乗車人員（2005年度） - JR東日本
9. ↑  各駅の乗車人員（2006年度） - JR東日本
10. ↑  各駅の乗車人員（2007年度） - JR東日本
11. ↑  各駅の乗車人員（2008年度） - JR東日本
12. ↑  各駅の乗車人員（2009年度） - JR東日本
13. ↑  各駅の乗車人員（2010年度） - JR東日本
14. ↑  各駅の乗車人員（2011年度） - JR東日本
15. ↑  各駅の乗車人員（2012年度） - JR東日本
16. ↑  各駅の乗車人員（2013年度） - JR東日本
17. ↑  各駅の乗車人員（2014年度） - JR東日本
18. ↑  各駅の乗車人員（2015年度） - JR東日本
19. ↑  各駅の乗車人員（2016年度） - JR東日本
20. ↑  各駅の乗車人員（2017年度） - JR東日本
21. ↑  各駅の乗車人員（2018年度） - JR東日本
22. ↑  各駅の乗車人員（2019年度） - JR東日本
23. ↑  各駅の乗車人員（2020年度） - JR東日本
24. ↑  各駅の乗車人員（2021年度） - JR東日本
25. ↑  各駅の乗車人員（2022年度） - JR東日本

東京都交通局 各駅乗降人員
1. 1 2 3 4  “事業概要（令和6年度版）” (pdf).   東京都交通局. p. 78. 2025年1月19日時点のオリジナルよりアーカイブ。2025年1月19日閲覧。
2. 1 2  “各駅乗降人員一覧｜東京都交通局”.   東京都交通局. 2021年11月4日時点のオリジナルよりアーカイブ。2022年11月13日閲覧。
3. 1 2  “各駅乗降人員一覧｜東京都交通局”.   東京都交通局. 2022年11月12日時点のオリジナルよりアーカイブ。2022年11月13日閲覧。
4. 1 2  令和4年度 運輸統計年報 (PDF) (Report). 東京都交通局. 2023年11月3日時点のオリジナル (pdf)よりアーカイブ. 2023年11月3日閲覧. {{cite report}}: |archive-date=と|archive-url=の日付が異なります。（もしかして：2023年11月2日） (説明)

JR・地下鉄の統計データ
1. ↑  レポート - 関東交通広告協議会
2. 1 2 3  文京の統計 - 文京区
3. ↑  行政基礎資料集 - 千代田区

東京府統計書
1. ↑  明治40年
2. ↑  明治41年
3. ↑  明治42年
4. ↑  明治44年
5. ↑  大正元年
6. ↑  大正2年
7. ↑  大正3年
8. ↑  大正4年
9. ↑  大正5年
10. ↑  大正8年
11. ↑  大正10年
12. ↑  大正11年
13. ↑  大正12年
14. ↑  大正13年
15. ↑  大正14年
16. ↑  昭和元年
17. ↑  昭和2年
18. ↑  昭和3年
19. ↑  昭和4年
20. ↑  昭和5年
21. ↑  昭和6年
22. ↑  昭和7年
23. ↑  昭和8年
24. ↑  昭和9年
25. ↑  昭和10年

東京都統計年鑑
1. ↑  昭和28年 (PDF)  - 11ページ
2. ↑  昭和29年 (PDF)  - 9ページ
3. ↑  昭和30年 (PDF)  - 9ページ
4. ↑  昭和31年 (PDF)  - 9ページ
5. ↑  昭和32年 (PDF)  - 9ページ
6. ↑  昭和33年 (PDF)  - 9ページ
7. ↑  昭和34年
8. ↑  昭和35年
9. ↑  昭和36年
10. ↑  昭和37年
11. ↑  昭和38年
12. ↑  昭和39年
13. ↑  昭和40年
14. ↑  昭和41年
15. ↑  昭和42年
16. ↑  昭和43年
17. ↑  昭和44年
18. ↑  昭和45年
19. ↑  昭和46年
20. ↑  昭和47年
21. ↑  昭和48年
22. ↑  昭和49年
23. ↑  昭和50年
24. ↑  昭和51年
25. ↑  昭和52年
26. ↑  昭和53年
27. ↑  昭和54年
28. ↑  昭和55年
29. ↑  昭和56年
30. ↑  昭和57年
31. ↑  昭和58年
32. ↑  昭和59年
33. ↑  昭和60年
34. ↑  昭和61年
35. ↑  昭和62年
36. ↑  昭和63年
37. ↑  平成元年
38. ↑  平成2年
39. ↑  平成3年
40. ↑  平成4年
41. ↑  平成5年
42. ↑  平成6年
43. ↑  平成7年
44. ↑  平成8年
45. ↑  平成9年
46. ↑  平成10年 (PDF)
47. ↑  平成11年 (PDF)
48. ↑  平成12年
49. ↑  平成13年
50. ↑  平成14年
51. ↑  平成15年
52. ↑  平成16年
53. ↑  平成17年
54. ↑  平成18年
55. ↑  平成19年
56. ↑  平成20年
57. ↑  平成21年
58. ↑  平成22年
59. ↑  平成23年
60. ↑  平成24年
61. ↑  平成25年
62. ↑  平成26年
63. ↑  平成27年
64. ↑  平成28年
65. ↑  平成29年
66. ↑  平成30年
67. ↑  平成31年・令和元年